# كلينثوني إيرلي
كلينثوني إيرلي (بالإنجليزية: Cleanthony Early)‏ مواليد 17 أبريل 1991، هو لاعب كرة سلة أمريكي يلعب مع فريق نيويورك نيكس في الرابطة الوطنية لكرة السلة ويحمل الرقم 17. يبلغ طوله 6 قدم 8 بوصة (2.0 م).

## فرق لعب لها
- نيويورك نيكس

## روابط خارجية
- كلينثوني إيرلي على موقع إن بي أي (الإنجليزية)
- كلينثوني إيرلي على موقع دوري كرة السلة الياباني للمحترفين (اليابانية)
- كلينثوني إيرلي على موقع سبورتس رفرنس (الإنجليزية)
- كلينثوني إيرلي على موقع كرة السلة الأوروبية.كوم (الإنجليزية)
- كلينثوني إيرلي على موقع إي إس بي إن.كوم (الإنجليزية)
- كلينثوني إيرلي على موقع كلية كرة السلة في سبورتس رفرنس.كوم (الإنجليزية)
- كلينثوني إيرلي على موقع ريلجم (الإنجليزية)
- كلينثوني إيرلي على موقع بروبوليرز (الإنجليزية)
- كلينثوني إيرلي على موقع سبورتس رفرنس (الإنجليزية)